# Jonas Gudni Saevarsson
Jonas Gudni Saevarsson (Jónas Guðni Sævarsson), född 28 november 1983 i Keflavík, är en isländsk fotbollsspelare som för närvarande spelar i KR Reykjavík. 
Saevarsson inledde sin karriär i IB Keflavík. Han gick 2008 till KR Reykjavík och debuterade kort därefter i Islands landslag. 2009 gick han vidare till allsvenska Halmstads BK. Saevarsson gjorde seriedebut den 27 juli 2009 mot Malmö FF. Under sin första säsong i Halmstad spelade Saevarsson 21 matcher och gjorde ett mål. 
Sedan sommaren 2012 spelar Saevarsson åter i isländska KR Reykjavík efter att ha kommit överens med Halmstads BK om att bryta sitt kontrakt, bland annat på grund av brist på speltid under säsongen 2012.